# Darnell Hall
Darnell Hall (Detroit, Michigan, 1971. szeptember 26. –)  olimpiai bajnok amerikai atléta. Fő száma a 400 méteres síkfutás volt.
Legnagyobb eredményét 1995-ben a fedett pályás világbajnokságon érte el, ahol győzni tudott. Ugyanebben az évben a szabadtéri vb-n Göteborgban 6. helyen végzett.
Az olimpiai bajnoki címét 1992-ben szerezte, amikor az előfutamban az amerikai váltó első embereként futott. A döntőben már nem ő kezdett, de így is a későbbi győztes csapat tagjának mondhatja magát.
Egy évvel később a fedett pályás világbajnokságon is a váltóval lett aranyérmes.

## Egyéni legjobbjai
szabadtéren
| Táv       | Eredmény | Hely     | Dátum           |
| --------- | -------- | -------- | --------------- |
| 400 méter | 44,34    | Lausanne | 1995. július 5. |

fedett pályán
| Táv       | Eredmény | Hely    | Dátum            |
| --------- | -------- | ------- | ---------------- |
| 400 méter | 45,61    | Atlanta | 1995. március 4. |